# Torre de sentinella
|  | Talaia redirigeix ací. Per al poble de Rússia vegeu Tàlaia. |

|  | Aquest article tracta sobre Torre de guaita de caràcter militar. Vegeu-ne altres significats a «Torre de guaita (desambiguació)». |

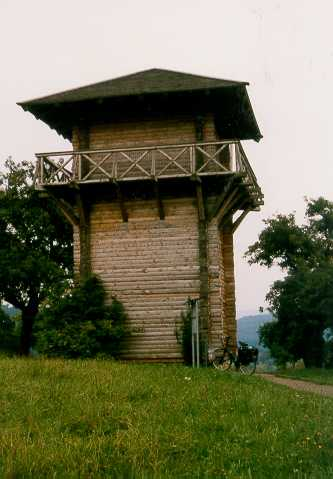
Torre de guaita de fusta, reconstrucció, a Lorch, Alemanya

La torre de sentinella, torre de guaita (del fràncic wahta) o torre de defensa, també anomenades torres de moros o talaies (de l'àrab tala'la), són elements arquitectònics de caràcter militar. És un tipus de fortificació utilitzada en moltes parts del món. Difereixen de les torres normals en què el seu ús primari és militar i que en general són estructures aïllades. El seu objectiu principal és proporcionar un lloc alt i segur des del qual poder fer observacions militars, amb finalitats defensives, de guaita o de transmissió de senyals. En alguns casos, torres d'ús no militar, com pagodes religioses, poden ser utilitzades com torres de guaita.
La importància d'aquestes torres ha disminuït en la guerra moderna a causa de la disponibilitat de formes alternatives d'intel·ligència militar, com el reconeixement per satèl·lits espia i vehicles aeris no tripulats. A Catalunya, se'n troben en dues zones o sectors: a la línia fronterera de la Gòtia, i al llarg de la línia de la costa. A més, se'n troben en explotacions agràries per la seva defensa.

## Torres iberes
A Grècia ja es construïen torres aïllades als segles IV i III aC. Eren torres rurals de vigilància del territori agrícola. Generalment de planta rectangular, de dimensions mitjanes, entre 7 i 8 m de costat, amb murs de maçoneria, amb una sobreelevació de maons crus o tàpia. Els ibers les van reproduir a la península Ibèrica. Alguns exemples són: Torre de Puig Trepador (Sant Aniol de Finestres, Girona) (aquesta però de planta ovalada), Turó de Dos Pins a Burriac (Cabrera de Mar, Maresme), Torre de Perengil, o torre dels Moros (Vinaròs, Baix Maestrat) i la Torre del Prospinal (Pina, Alt Palància).

## Talaies romanes
En l'època romana es van construir torres-talaia militars amb les funcions d'observació i ocasionalment de defensa, posicionades en llocs elevats. La comunicació entre les torres era amb fum de dia i amb foc de nit. Eren de planta circular o rectangular, amb la base de grans carreus de pedra, amb la tècnica d'opus quadratum o bé d'opus siliceum, o aparell poligonal. A l'Hispania Tarraconensis es poden trobar exemples com: Torre del Far (Beuda, Garrotxa), Torrassa del Moro (Llinars del Vallès), Castell de Castellnou d'Ossó (Ossó de Sió, Urgell), Torre de la Mora (Sant Feliu de Buixalleu, Selva).

## Torres alimares
Des de l'inici del segle viii, els musulmans, en la conquesta d'Al-Àndalus, van construir fars o torres alimares per a formar línies de telegrafia òptica, mitjançant fogueres que encenien dalt de les torres. La línia més antiga a Europa probablement sigui la de Barcelona a Narbona. Hi ha molts exemples d'aquests fars en la toponímia catalana: Torre del Puig de Far (Garrotxa), el Far d'Empordà, Santuari del Far (Selva), Puig del Far (Osona). A l'altre extrem de la Mediterrània es troba un altre exemple posterior, en la frontera bizantina d'Àsia Menor i Síria.

## Torres medievals
Les torres medievals eren construccions menors, rodones o rectangulars, amb una terrassa que feia de lloc de guaita, situades en espais diversos, dalt d'un cim o en el pla, aïllades o formant part d'estructures superiors, com castells, muralles o adherides a altres edificacions militars, civils o religioses. La seva funció principal era la d'enllaç entre castells i altres llocs fortificats i de control del territori, especialment de vies de comunicació i de llocs d'hàbitat agrupat, semidispers o aïllat. També podien ser complements d'un castell, estar situades en llocs estratègics per ampliar el camp visual i formar part d’un entramat de fortificacions. En el cas de conflictes armats acollien els veïns i les torres conegudes com guàrdies i segures tenien espai per allotjar tropes. Segons les circumstàncies una torre bastida per emetre senyals lluminosos o auditius esdevenia, alhora o posteriorment, defensiva. N'hi va haver que van créixer, es van transformar en un castell i al seu voltant va néixer una població. Podien ser el centre d'un territori reduït per repoblar i tenir funcions que en altres casos corresponien als castells.

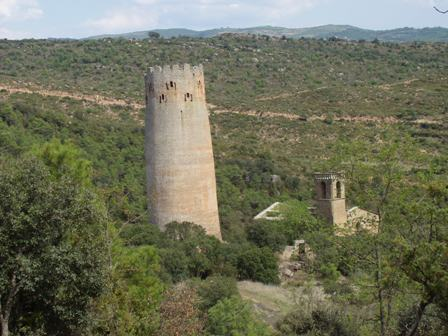
Torre de Vallferosa, al municipi de Torà (Segarra)

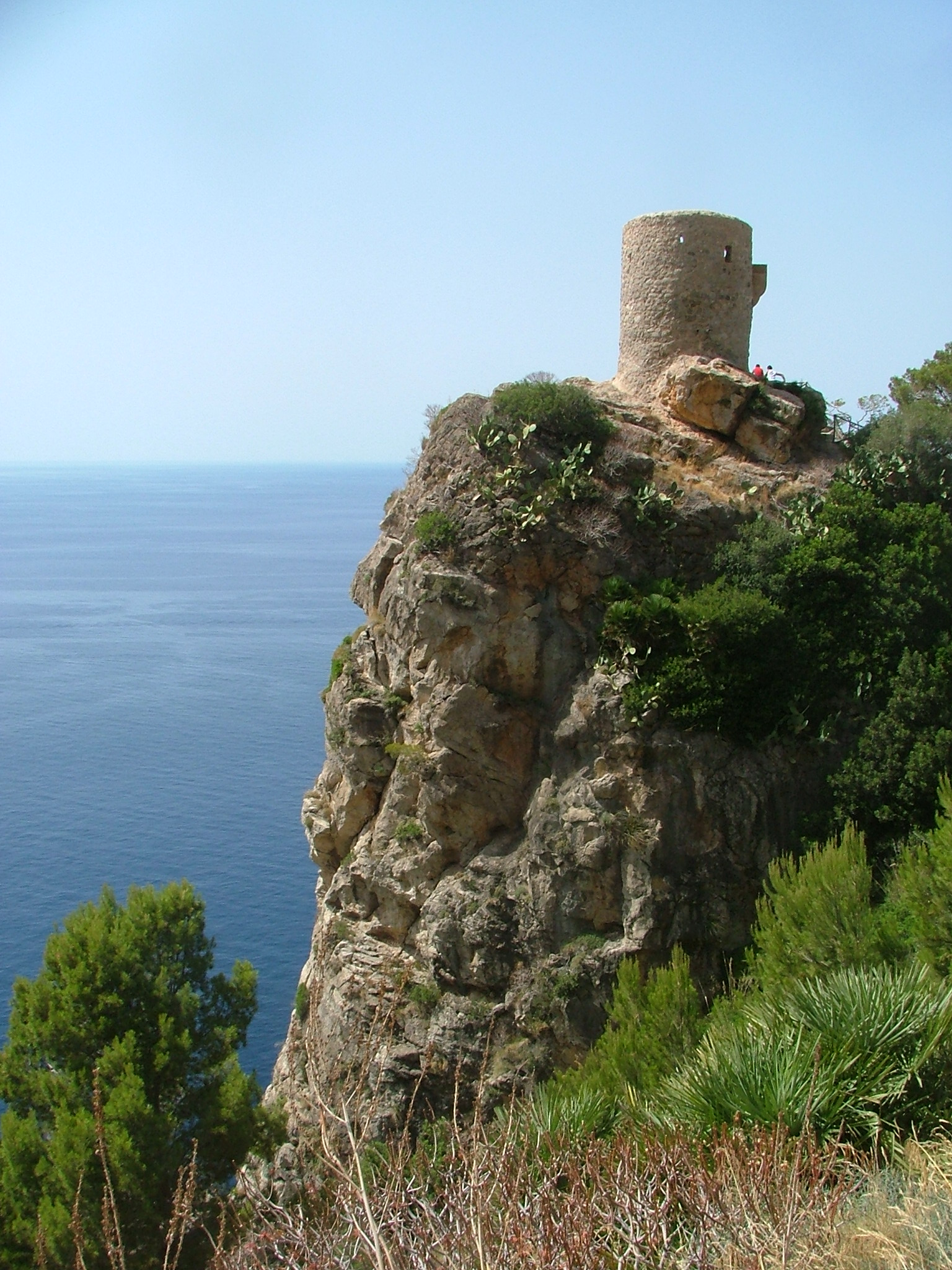
Torre del Verger, a Banyalbufar, Mallorca

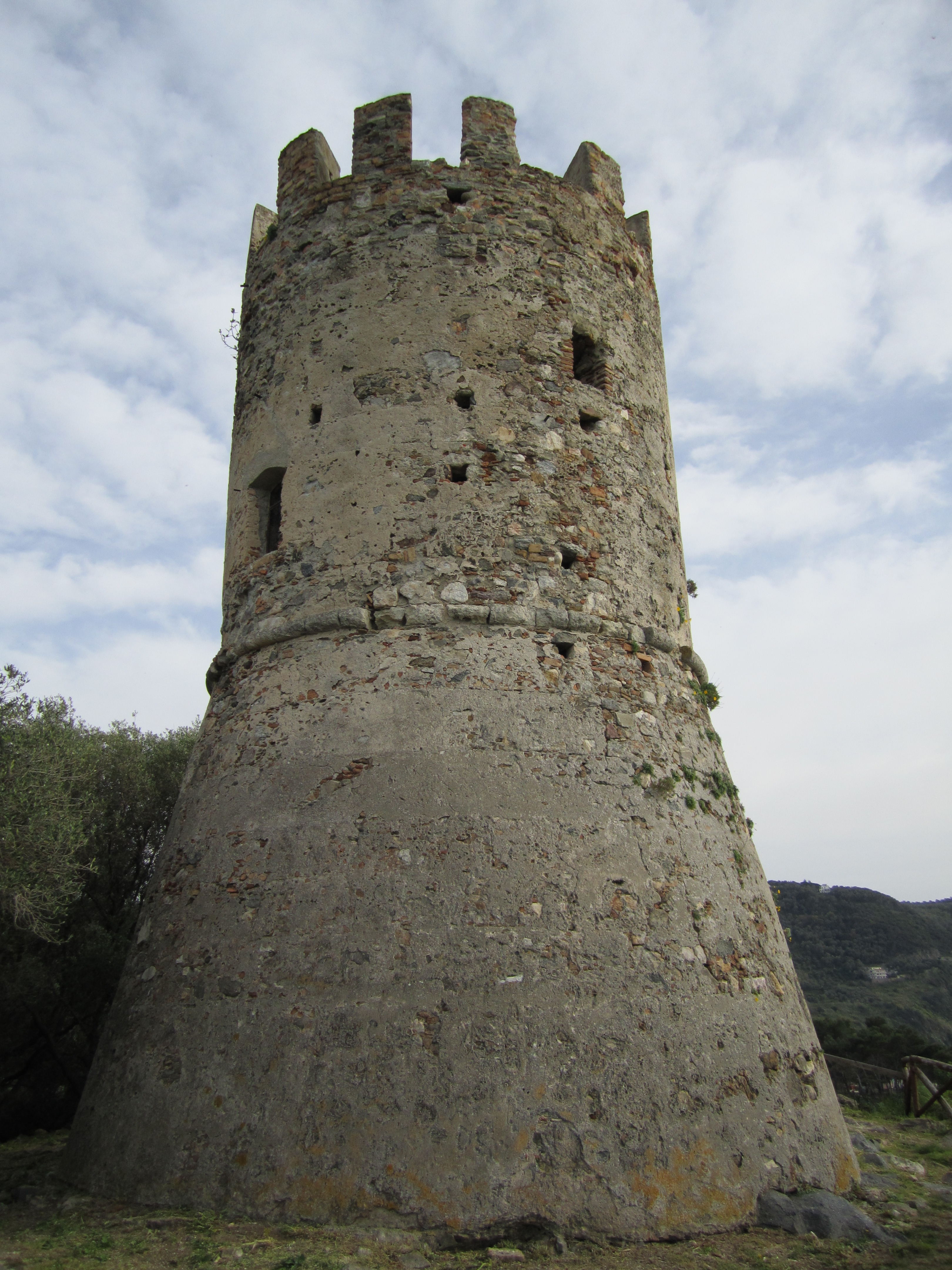
Torre aragonese di Pietrenere a Palmi, Calàbria

## Torres de la frontera
Les de la línia fronterera de la Gòtia van ser construïdes entre els segles x i xii en llocs elevats i estratègics. Són elements aïllats i inexpugnables, que formaven part d'una xarxa de torres i castells connectats entre si al llarg de la frontera. Tenien la funció de vigilar el territori dels atacs dels sarraïns i comunicaven el perill a la torre o al castell més proper amb senyals visuals, com foc, fum o miralls.
Majoritàriament són cilíndriques, amb dues o tres plantes. Poques depassen els trenta metres d'alçària i el seu diàmetre oscil·la entre els 6 i 8 metres, presentant el mur a la base un gruix d'entre 1,5 i 2,5 metres, mida que disminueix gradualment d'un pis a l'altre. Als segles x i xi substituïren les de fusta i els seus grossos murs, assentats habitualment sobre roques, van passar a ser formats per filades de carreus de pedra viva i reblerts d'una argamassa de morter de calç i arena i runa de pedra.

## Torres de la costa
A la línia costanera van proliferar a tot el llarg de la costa i varen ser aixecades com a defensa a les incursions i atacs de corsaris, barbarescs i pirates al segle xvi. Per prevenir aquests atacs es construïen aquestes torres amb funció de talaia de vigilància i alhora defensives. Formaven part d'una xarxa de torres que tenien la funció de guaita però també d'avís d'atacs, es comunicaven entre elles a través de senyals lluminosos o sonors. Aquestes torres poden ser de planta circular o quadrada, aïllades o adossades a un edifici i coronades amb matacans i merlets. A la comarca del Maresme encara en queden bons exemples malgrat la desaparició d'un gran nombre de la totalitat que es van arribar a construir, cal tenir present que se la coneixia com la costa torrejada.

## Encesa de torres, talaies i talaiots de la Mediterrània pels Drets Humans
El 2016 s'endegà a Mallorca la iniciativa d'encendre torxes dalt de les torres de guaita per tal de sensibilitzar a la població de la situació de les persones que es veuen obligades a abandonar casa seva i moren creuant la Mediterrània. A partir del 2022 la iniciativa s'estengué a Catalunya, Aragó, València, Múrcia i Andalusia, i altres països com Líban, Marroc o Tunísia. El 2023 hi participaren 78 torres o talaies de l'illa de Mallorca i 33 torres i fortificacions de Catalunya, País Valencià i la Franja.
La iniciativa està organitzada pel Consell de Mallorca, l'IES Marratxí i Amnistia Internacional, i coordinada per l'Institut Ramon Muntaner. Consisteix en una encesa simultània de bengales de fum a les 13 h, i de torxes i senyals lluminosos a les 18:30 h.